# 雄獅歸來
《雄獅歸來》（英語：Singham Again）是一部2024年印度印地語動作片，由羅希特·謝蒂執導兼聯合編劇，Jio製片室、信實娛樂、辛能吉（Cinergy）、德烏根電影及羅希特·謝蒂影業共同製作。本片取自克什蒂吉·帕特瓦丹構思的原創故事，謝蒂之警察宇宙的第五部電影，主演陣容包括阿傑·德烏根、阿克夏·庫馬、蘭威爾·辛格、泰格·史洛夫、卡琳娜·卡浦爾·罕、舒維塔·蒂瓦里、荻皮卡·帕都恭、阿葰·卡浦爾及傑基·史洛夫。電影故事以史詩《羅摩衍那》為藍本，一名惡棍奪走了巴吉勞·辛漢（Bajirao Singham，德烏根飾演）之妻，辛漢召集團隊共同對抗敵人並奪回摯愛。
《雄獅歸來》2024年11月1日以標準及IMAX格式在印度上映，恰逢排燈節。本片在外界的口碑整體以負面居多，全球票房約35億至37.5億盧比，成為2024年票房第三高的印地語電影，以及2024年票房第七高的印度電影。

## 劇情
全印知名警官巴吉勞·辛漢與任職文化部的艾芙妮·卡馬特結婚，育有一子紹瑞亞。成為高級警司的辛漢從孟買調到斯利那加工作三年。一日，他遭到虔誠軍恐怖份子頭目歐馬·哈菲茲的襲擊，哈菲茲從巴基斯坦逃到斯里蘭卡，在已故兒子里亞茲與拉薩的計畫受挫後開始販毒。辛漢成功逮捕了他，但歐馬警告，新的危險將降臨在殺害自己兒子的辛漢、桑格蘭·「辛巴」·巴拉洛與維爾·蘇亞萬西身上。辛漢向內政部長拉傑·傑尚卡爾報告，講述了販毒集團如何從斯里蘭卡運往泰米爾納德邦沿海地區，歐馬利用毒品交易的利潤，想對印度發動另一次恐怖攻擊。傑尚卡爾成立了一支名為「濕婆小隊」（Shiva Squad）的團隊，由辛漢及同事達亞與德維卡警務處助理處長領導，以對抗虔誠軍。
兩年後，艾芙妮領導了戲劇《羅摩衍那》的製作，該劇講述了羅摩與悉多的旅程。辛漢抓獲了一艘從斯里蘭卡駛往泰米爾納德邦的船，並在貨櫃中發現了毒品，同時得知名為「危險蘭卡」的男人存在。蘭卡的三名同夥住在馬杜賴，辛漢請求馬杜賴的沙克蒂·謝蒂副處長逮捕他們，預計隔日護送至孟買。但當晚，危險蘭卡來到警察局，殺死了局裡的15名警察，並救出了自己的三名手下。沙克蒂感到內疚，但辛漢仍派她去追蹤他們。
同時，艾芙妮與同事姆里加前往拉梅斯沃勒姆拍攝一些影片的鏡頭，達亞也隨行。艾芙妮正準備返回孟買時，被危險蘭卡綁架，姆里加其實也是對方的同夥。辛漢接獲消息，前往拉梅斯沃勒姆。達亞攔截到艾芙妮，救出了她，但自己遭蘭卡重傷。艾芙妮被蘭卡的人追趕，並扔出了辛漢送的手鐲，當作追蹤用的標記。當地警官兼道場門生薩蒂亞·巴利警務處助理處長救下了艾芙妮；辛漢將重傷的達亞用直升機送走，並發現了手鐲。
危險蘭卡襲擊了薩蒂亞的道場，薩蒂亞及同夥展開反擊；艾芙妮在此期間遭蘭卡的手下無意間槍擊，蘭卡帶走了她。辛漢抵達，遇見了薩蒂亞，並救了對方的家人。蘭卡回到斯里蘭卡，向辛漢透露了自己的真實身份：祖拜爾·哈菲茲，歐馬之孫，他想要向辛漢、辛巴和蘇亞萬西復仇；姆里加則是祖拜爾的姑姑，丈夫拉薩也被他們三人殺害。祖拜爾要辛漢帶著辛巴與蘇亞萬西前往約定地點，以換回艾芙妮。辛漢向對方及歐馬發誓要拯救艾芙妮。
祖拜爾到達可倫坡並將艾芙妮扣為人質，要辛漢派一人來探視艾芙妮；辛漢到什夫格德委託辛巴去斯里蘭卡，濕婆小隊同時利用衛星追蹤其行蹤。在斯里蘭卡，辛巴與艾芙妮見面後，在祖拜爾藏身的港口引發爆炸並逃脫。與此同時，辛漢秘密抵達此處，並在幾名RAW特務的幫助下找到了辛巴和艾芙妮，但他們最終都被祖拜爾逮住；傑尚卡爾讓歐馬搭乘軍用飛機前往可倫坡。第二天，沙克蒂及薩蒂亞到達港口，幫助辛巴和辛漢拯救艾芙妮，蘇亞萬西也加入他們的戰鬥。辛漢殺死祖拜爾後，與艾芙妮等人一起返回印度，歐馬的飛機也隨後掉頭。艾芙妮製作的《羅摩衍那》戲劇最終大獲成功。
在片尾片段，喬布·潘迪警務處助理處長拜訪了濕婆小隊的辦公室，要求辛漢讓自己加入團隊。

## 演員
- 阿傑·德烏根飾演巴吉勞·辛漢高級警司（SSP Bajirao Singham，羅摩）
- 阿克夏·庫馬飾演維爾·蘇亞萬西副處長（DCP Veer Sooryavanshi，迦樓羅）
- 蘭威爾·辛格飾演桑格蘭·「辛巴」·巴拉洛警務處助理處長（ACP Sangram "Simmba" Bhalerao，哈奴曼）
- 泰格·史洛夫飾演薩蒂亞·巴利警務處助理處長（ACP Satya Bali，羅什曼那）
- 卡琳娜·卡浦爾·罕飾演艾芙妮·卡馬特·辛漢（Avni Kamat Singham，悉多）
- 舒維塔·蒂瓦里飾演德維卡·辛格警務處助理處長（ACP Devika Singh）
- 荻皮卡·帕都恭飾演沙克蒂·謝蒂副處長／辛漢女士（DCP Shakti Shetty / Lady Singham，須羯哩婆）
- 阿葰·卡浦爾飾演祖拜爾·哈菲茲／危險蘭卡（Zubair Hafeez / Danger Lanka，羅波那）
- 傑基·史洛夫飾演歐馬·哈菲茲（Omar Hafeez）
- 拉維·基尚（英语：Ravi Kishan）飾演內政部長拉傑·傑尚卡爾（Home Minister Raj Jaishankar）
- 達亞南德·謝蒂（英语：Dayanand Shetty）飾演達亞警務處助理處長（ACP Daya，闍吒優私）[9]
- 維倫·瓦茲拉尼（Viren Vazirani）飾演紹瑞亞·辛漢（Shaurya Singham）
- 拉賈什里·奈爾（英语：Rajashree (actress)）飾演妮莉瑪·巴利（Nilima Bali）
- 莎拉·阿芬·罕（Sara Arfeen Khan）飾演伊克拉·哈菲茲／姆里加（Iqra Hafeez / Mrigya）
- 沙曼·罕飾演喬布·潘迪警務處助理處長（ACP Chulbul Pandey，客串）

戲中戲演員
- 赫里希克·普坎（Hrishik Phukan）飾演羅摩
- 凡什·潘努（Vansh Pannu）飾演羅什曼那
- 瓦林德·辛格（Varinder Singh）飾演哈奴曼
- 哈迪普·辛格（Hardeep Singh）飾演羅波那
- 薩洛尼·米斯拉（Saloni Misra）飾演悉多
- 拉傑什·杜貝（Rajesh Dubey）飾演十車王
- 普里亞·尼米沙卡維（Priya Nimishakavi）飾演吉迦伊
- 迪甘貝爾·卡萊卡（Digamber Kalekar）飾演康巴哈那（英语：Kumbhakarna）
- 約翰·莫努（John Monu）飾演因陀羅耆特
- 阿里安·哈桑（Aryan Hasan）飾演瓦納拉（英语：Vanara）

## 備註
1. 1 2  據Pinkvilla網站報導，本片的全球票房達36.7億盧比[5]，Bollywood Hungama網站提供的數據則為38.9億盧比[6]。
2. ↑  《反恐追緝令》（2021年）的劇情。

## 外部連結
- 互联网电影数据库（IMDb）上《雄獅歸來》的资料（英文）
- 《雄獅歸來》的Bollywood Hungama頁面